# Nagawa (Nagano)
Nagawa (jap.: 長和町, -machi) ist eine Stadt im Chiisagata-gun in der Präfektur Nagano auf der japanischen Hauptinsel Honshū. Die Stadt ist am 1. Oktober 2005 im Zuge einer Zusammenlegung der Stadt Nagato und des Dorfes (mura) Wada entstanden.

## Geografie
Nagawa grenzt an die Großstädte (shi) Ueda, Matsumoto, Suwa und Chino sowie an die Stadt Shimosuwa des Suwa-gun und die Stadt Tateshina des Kitasaku-gun. Durch Nagawa fließen die Flüsse Yoda und Daimon. Nagawa hat Anteil an der Hochebene Utsukushigahara.

## Verkehr
Durch Nagawa verlaufen die Nationalstraßen 142, 152 und 254. Der Teil der Nationalstraße 142, der durch den Shinwada-Tunnel führt, ist mautpflichtig.
Nagawa verfügt über keine Anbindung an das japanische Schienennetz.

## Bildungseinrichtungen
In Nagawa befinden sich die städtische Grundschule Nagato und die städtische Grundschule Wada. Außerdem gibt es die städtische Mittelschule Wada. Die Yodakubo Nambu Mittelschule wird gemeinschaftlich von den Städten Nagawa und Ueda getragen.

## Söhne und Töchter der Stadt
- Gō Maruyama – Musiker
- Hata Bushirō – Politiker
- Yuka Fujimori – Snowboardcrossfahrerin

## Weblinks

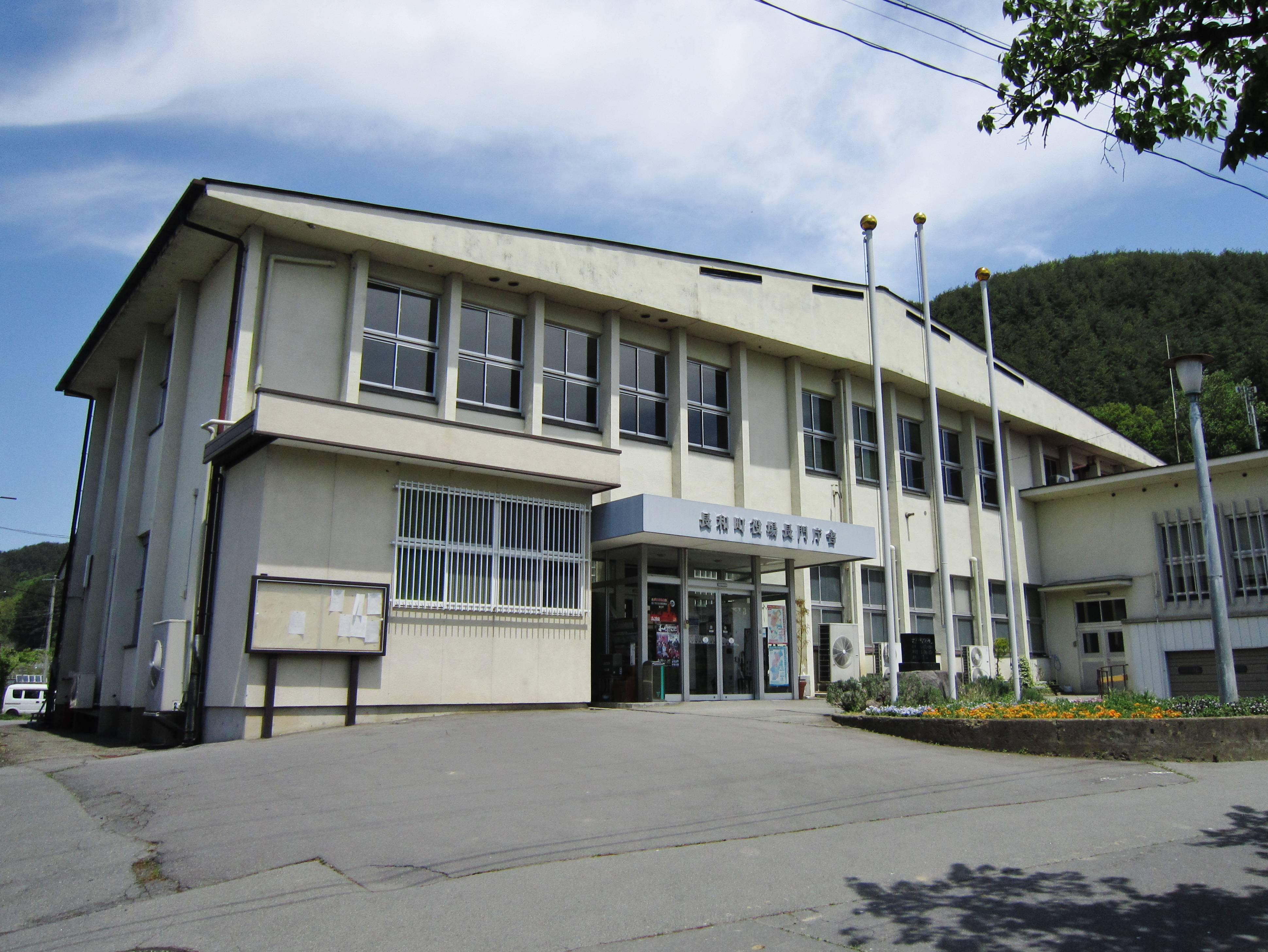
Rathaus